# 678

## Esdeveniments
- 27 de juny, Roma: Agató I és escollit per a succeir com a papa el difunt Donus I.
- Pamfília, Àsia Menor: Davant de les seves costes, les naus romanes d'Orient infligeixen una severa derrota a les àrabs en la batalla de Sil·lèon.
- Ravenna, Exarcat de Ravenna: Teodor II substitueix Gregori com a exarca.

## Necrològiques
- 11 d'abril, Roma: Donus I, papa.
- Medina, Califat Omeia: Àïxa bint Abi-Bakr, tercera esposa del profeta Mahoma.
- Normandia, Nèustria: Erembert de Tolosa, bisbe.
- Ciutat d'Autun, Austràsia: Leodegari, bisbe, màrtir.